# Pałac lodowy Bolszoj
Pałac lodowy „Bolszoj” (ros. Ледовый дворец «Большой» – Ledowyj dworiec „Bolszoj”) – hala sportowo-widowiskowa w Soczi w Kraju Krasnodarskim w Rosji, wybudowana jako jedna z dwóch aren turnieju hokeja na lodzie w czasie Zimowych Igrzysk Olimpijskich 2014 obok Areny lodowej „Szajba”. Przed igrzyskami, w grudniu 2013 w hali został rozegrany turniej międzypaństwowy Channel One Cup 2013 w ramach cyklu Euro Hockey Tour.
Hala została oddana do użytku w 2012 roku i może pomieścić 12 tysięcy widzów. Srebrna kopuła budynku ma przypominać kroplę wody. W dniach 18-28 kwietnia 2013 została tam rozegrana pierwsza duża międzynarodowa impreza sportowa - turniej Elity w ramach mistrzostw świata do lat 18 w hokeju na lodzie. Obecnie hala ma gościć zarówno imprezy sportowe, jak i wydarzenia artystyczne, zwłaszcza koncerty.
30 kwietnia 2014 klub hokejowy HK Soczi został przyjęty do rozgrywek KHL w sezonie 2014/2015.